# Hans Maisch
Hans Maisch   (Baden-Württemberg, 6 d'octubre de 1948) és un antic pilot de motocròs alemany que destacà en competició internacional durant la dècada del 1970. Fill de Wilhelm Maisch, un dels amos de Maico, com a pilot oficial d'aquesta marca va ser un dels principals competidors al Campionat del Món de motocròs de 250cc durant anys i arribà a quedar-hi el tercer de la general una temporada, la de 1978. Al llarg de la seva carrera, guanyà quatre campionats d'Alemanya de motocròs.
Maisch és especialment recordat per la seva victòria sobre Jim Pomeroy al Gran Premi d'Espanya de 1973, celebrat al circuit del Vallès. Tot i que el nord-americà guanyà la primera mànega amb la seva Bultaco Pursang, en quedar quart a la segona empatà a punts amb l'alemany (segon i tercer a ambdues mànegues) i, finalment, el triomf fou atorgat a Maisch pel còmput de temps global, favorable a aquest en set segons. La victòria de Maisch causà una certa controvèrsia pel fet que, amb el nou reglament de la FIM a la mà, l'hi hauria d'haver correspost a Pomeroy. Dos dies més tard, la pròpia FIM corregí l'error i rescabalà l'americà tot declarant-lo vencedor del Gran Premi d'Espanya de 1973. Actualment, nombroses fonts especialitzades assenyalen Jim Pomeroy com a guanyador d'aquell Gran Premi i neguen, doncs, l'única victòria en Gran Premi de la seva carrera a Hans Maisch.

## Els Maisch i Maico
El 1926, Ulrich Maisch va fundar a Pfäffingen (un districte d'Ammerbuch, al costat de Tübingen, Baden-Württemberg), una empresa fabricant de bicicletes i accessoris que anomenà Maisch & Compagnons, Maico. Cap a 1931, els seus fills Otto i Wilhem Maisch prengueren les regnes del negoci i començaren a fabricar motocicletes. Anys a venir, quan els fills de Wilhem acabaren els seus estudis, entraren a l'empresa amb diferents càrrecs: Hans fou pilot de fàbrica i col·laborà en el desenvolupament de les motos de motocròs, Peter ocupà un càrrec directiu i de relacions públiques (per bé que ocasionalment també competí en motocròs) i Wilhelm Jr. s'encarregà del desenvolupament tècnic i la producció.

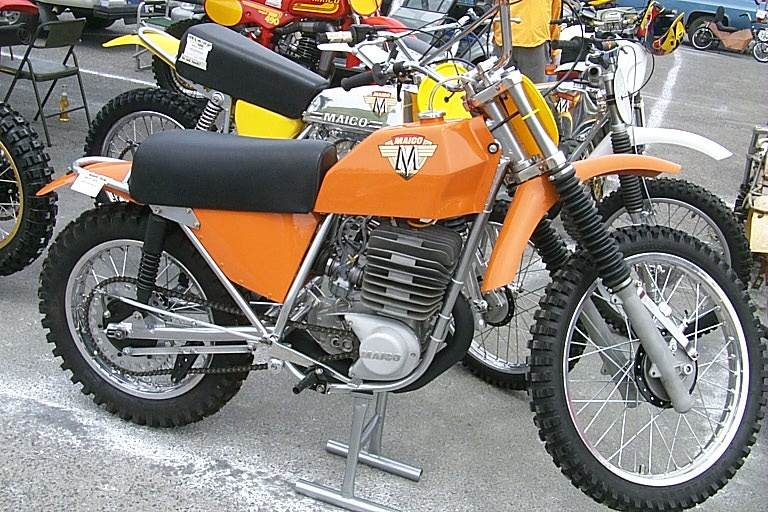
Una Maico de motocròs de 400 cc dels volts de 1972

Maico tenia un marcat esperit competitiu i fabricà motocicletes de diverses modalitats, però foren les de motocròs les que més anomenada donaren a la marca. Des de finals de la dècada del 1950 fins a començaments de la del 1980, les Maico de motocròs varen ser unes de les motocicletes més preuades pels pilots d'aquesta disciplina, ja que estaven al nivell de les millors motos europees de dos temps de l'època: les Husqvarna, ČZ, Bultaco, Montesa i KTM. Els lleugers i potents motors creats pel departament de curses de Maico van experimentar el seu apogeu a començaments dels 70: el pilot de fàbrica Åke Jonsson fou subcampió del món el 1971 a la categoria reina, els 500 cc, seguit d'Adolf Weil, l'altre oficial de Maico. Un any després, el 1972, Åke Jonsson va guanyar la Trans-AMA als EUA i Hans Maisch hi va quedar en quart lloc.
Coincidint amb l'arribada dels fabricants japonesos al motocròs, moltes marques europees entraren en crisi i Maico acabà tenint problemes també. Cap a 1982, la situació de l'empresa esdevingué greu. Els germans Maisch (Hans, Peter i Wilhem Jr.) intentaven debades remuntar l'empresa, però acomiadaments massius i reestructuracions diverses no varen poder frenar la caiguda. El 1983, Maico produïa amb prou feines un centenar d'unitats (la primera d'aquell any la van haver de muntar a casa d'en Hans, al seu garatge, ja que els tres germans s'ho havien hagut de vendre tot). El 1987, els Maisch van abandonar; Hans Maisch estava totalment desmoralitzat i Wilhem Jr va haver d'ingressar en un centre psiquiàtric. A finals d'any, els tres germans van vendre Maico a Lorentz Merkle, un industrial bavarès. Acabava així una vinculació familiar de l'empresa amb la família Maisch que havia durat més de 60 anys.

## La seva victòria al Vallès
La victòria de Hans Maisch al Vallès el 1973, a banda de controvertida, va quedar eclipsada pel debut espectacular de Jim Pomeroy. Al manillar d'una Pursang MK6, a només 20 anys i essent un autèntic desconegut a Europa, el nord-americà guanyà la primera mànega del seu primer Gran Premi amb gran autoritat. Pomeroy aconseguí aquell dia diverses fites: era el pilot més jove a guanyar una mànega d'un Gran Premi de motocròs, el primer nord-americà a aconseguir-ho i el primer pilot a guanyar en un Gran Premi el dia del seu debut. Pomeroy era també el primer a guanyar una mànega amb moto catalana i, atès que sortí del Vallès amb més punts que Maisch, el primer nord-americà a liderar el Campionat del Món de motocròs.

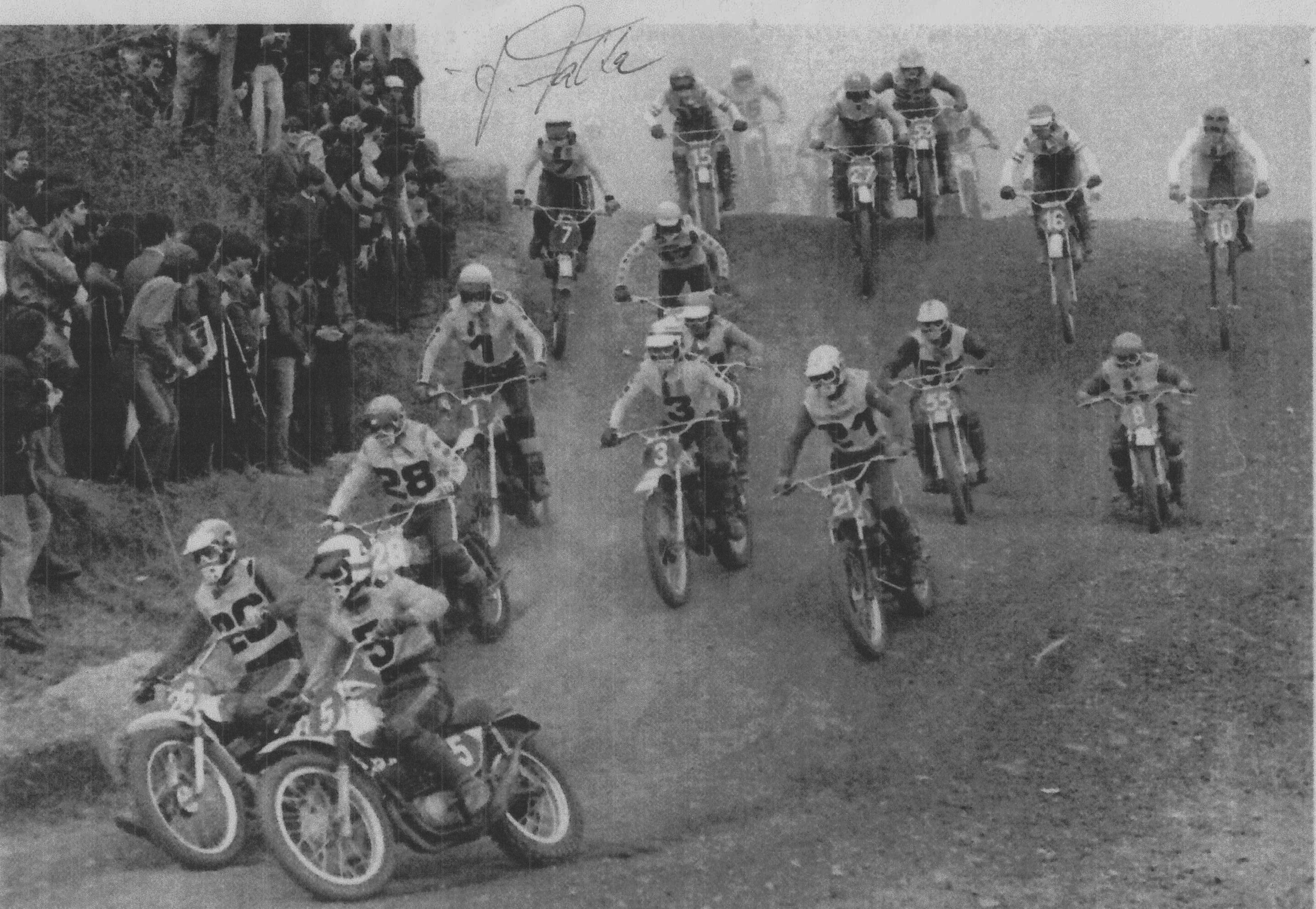
Sortida de la primera mànega del GP d'Espanya de 1973. Pomeroy (26) encapçala la cursa.

Aquell 8 d'abril, el circuit del Vallès acollia el primer Gran Premi de la temporada de 1973 del mundial de 250 cc. Pomeroy havia signat no feia gaire amb un distribuïdor local de Bultaco i acabava d'aterrar a Europa per tal de participar en alguna cursa abans no comencés el Campionat AMA al seu país. Ja a les sessions d'entrenaments sorprengué tothom amb el segon millor temps, darrere d'Håkan Andersson. Les dues mànegues van confirmar la vàlua del debutant, amb el resultat de victòria a la primera i el quart lloc a la segona. Aquell any, Pomeroy ja no va tornar als EUA fins al final del campionat del món, ja que Bultaco li va oferir de disputar-lo tot en vistes del resultat. La seva primera temporada a Europa la saldà amb el setè lloc final al mundial.
Tot i que Jim Pomeroy estava embadalit amb el seu segon lloc al podi del Vallès, fou Hans Maisch qui va guanyar la competició aquell dia i va tornar a casa amb el trofeu del guanyador. Malgrat tot, l'endemà va resultar que els organitzadors havien comès un greu error en comptar els punts: l'hivern de 1972, la FIM havia canviat el sistema de puntuació per a decidir la classificació dels participants en un Gran Premi. Fins aleshores, el guanyador era qui menys punts obtenia en el còmput de les dues mànegues, atorgant-se'n un al primer, dos al segon, tres al tercer, etc. Amb la nova normativa, però, els punts que calia computar eren els obtinguts de cara al mundial en cada mànega (15 al primer, 12 al segon, 10 al tercer, 8 al quart, etc.) i guanyava qui més n'aconseguia. Per alguna raó, aquest canvi no va arribar a la RFME i els comissaris encarregats de les classificacions aplicaren el barem anterior que, a causa de l'empat entre Pomeroy i Maisch a 5 punts, va donar la victòria a l'alemany per l'avantatge de set segons en el còmput global de temps. Si s'hagués aplicat el nou sistema de recompte, Pomeroy hagués guanyat el Gran Premi amb 23 punts pels 22 de Maisch.
Uns dies després, es va corregir la situació i Jim Pomeroy va ser declarat oficialment el guanyador del Gran Premi d'Espanya de 250cc. Hans Maisch, però, va conservar el trofeu que havia guanyat. Força anys més tard, un grup d'amics de l'americà, comandats pel seu germà Ron, van anar a Barcelona i li'n van demanar una rèplica al fabricant del trofeu original, la qual lliuraren per sorpresa a Jim Pomeroy durant una competició de motocicletes clàssiques als EUA el 2003. Tres anys més tard, el 2006, Jim Pomeroy es va morir en un accident de trànsit al comtat de Yakima, Washington.

## Palmarès al mundial de motocròs
Font:
| Any  | Motocicleta | 500cc | 250cc |
| ---- | ----------- | ----- | ----- |
| 1971 | Maico       | 18è   | -     |
| 1972 | Maico       | -     | -     |
| 1973 | Maico       | -     | 11è   |
| 1974 | Maico       | -     | 9è    |
| 1975 | Maico       | -     | 5è    |
| 1976 | Maico       | -     | 9è    |
| 1977 | Maico       | -     | 5è    |
| 1978 | Maico       | -     | 3r    |
| 1979 | Maico       | -     | 13è   |
| 1980 | Maico       | -     | 30è   |
| 1981 | Maico       | -     | 14è   |
| 1982 | Maico       | -     | 15è   |
| 1983 | Maico       | -     | 28è   |